# Campyloneurum nitidum
Campyloneurum nitidum är en stensöteväxtart som först beskrevs av Georg Friedrich Kaulfuss, och fick sitt nu gällande namn av Presl. Campyloneurum nitidum ingår i släktet Campyloneurum och familjen Polypodiaceae. Inga underarter finns listade.